# Humboldt-Toiyabe National Forest
Der Humboldt-Toiyabe National Forest ist ein National Forest im US-Bundesstaat Nevada mit einem kleineren Abschnitt in Ostkalifornien. Mit einer Fläche von 25.454 km² ist er der größte National Forest der Vereinigten Staaten außerhalb von Alaska.

## Geographie

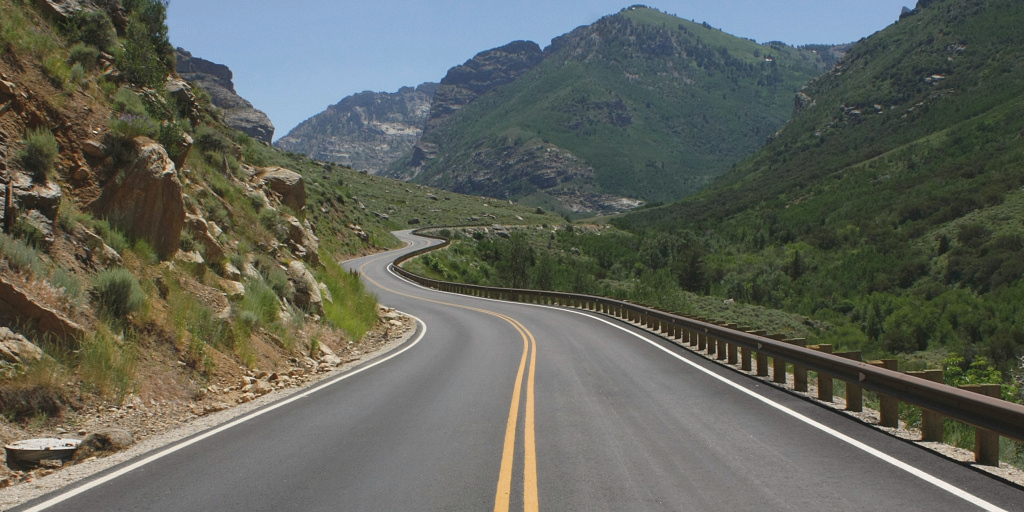
Der Lamoille Canyon Scenic Byway

Im Gegensatz zu den meisten anderen Nationalforsten besteht der National Forsest aus zahlreichen nicht zusammenhängenden Abschnitten, die über einen Großteil des Staates Nevada und einen Teil Ostkaliforniens verstreut sind. Zehn Ranger-Distrikte befinden sich in den Bergketten Nevadas, von der Santa Rosa Range im Norden bis zu den Spring Mountains bei Las Vegas im Süden. Etwa 11 % des Waldes befindet sich in Ostkalifornien, unter anderem um Bridgeport und Markleeville und anderen Gebieten östlich der Sierra Nevada.
Der Wald befindet sich in 13 Countys in Nevada und in sechs kalifornischen Counties. Die Countys mit der größten Waldfläche sind das Nye, Elko und White Pine County in Nevada sowie das Mono County in Kalifornien. Die Forstzentrale befindet sich in Sparks in Nevada.
Humboldt National Forest-Abschnitt
Der kleinere und nordöstlich gelegene Humboldt National Forest liegt im Osten und Norden Nevadas, in Teilen der Countys Elko, White Pine, Humboldt, Nye und Lincoln. Dieser Teil ist nach dem Naturforscher Alexander von Humboldt benannt und enthält etwa 43,5 % der Gesamtfläche.
Toiyabe National Forest-Abschnitt
Der größere und südwestlich gelegene Toiyabe National Forest befindet sich in Zentral-, West- und Süd-Nevada und Ostkalifornien, in Teilen vom Nye, Lander, Mineral, Lyon, Eureka, Washoe, Douglas und Clark County, in Carson City sowie den Mono, Alpine, Sierra, Nevada, Lassen und El Dorado Countys in Kalifornien. Der Abschnitt enthält etwa 56,5 % der Gesamtfläche.

## Ranger-Distrikte
- Austin Ranger District – bei Austin, beinhaltet die Shoshone Mountains
- Bridgeport Ranger District – bei Bridgeport
- Carson Ranger District – nahe Carson City
- Ely Ranger District – bei Ely
- Jarbidge Ranger District – bei Jarbidge
- Mountain City Ranger District – bei Mountain City
- Ruby Mountains Ranger District – Ruby Mountains und East Humboldt Range (ehemals Ruby Mountains National Forest)
- Spring Mountains National Recreation Area – Spring Mountains
- Santa Rosa Ranger District – Santa Rosa Range
- Tonopah Ranger District – bei Tonopah, beinhaltet die Toiyabe Range, Toquima Range, Monitor Range und Hot Creek Range

## Wilderness Areas

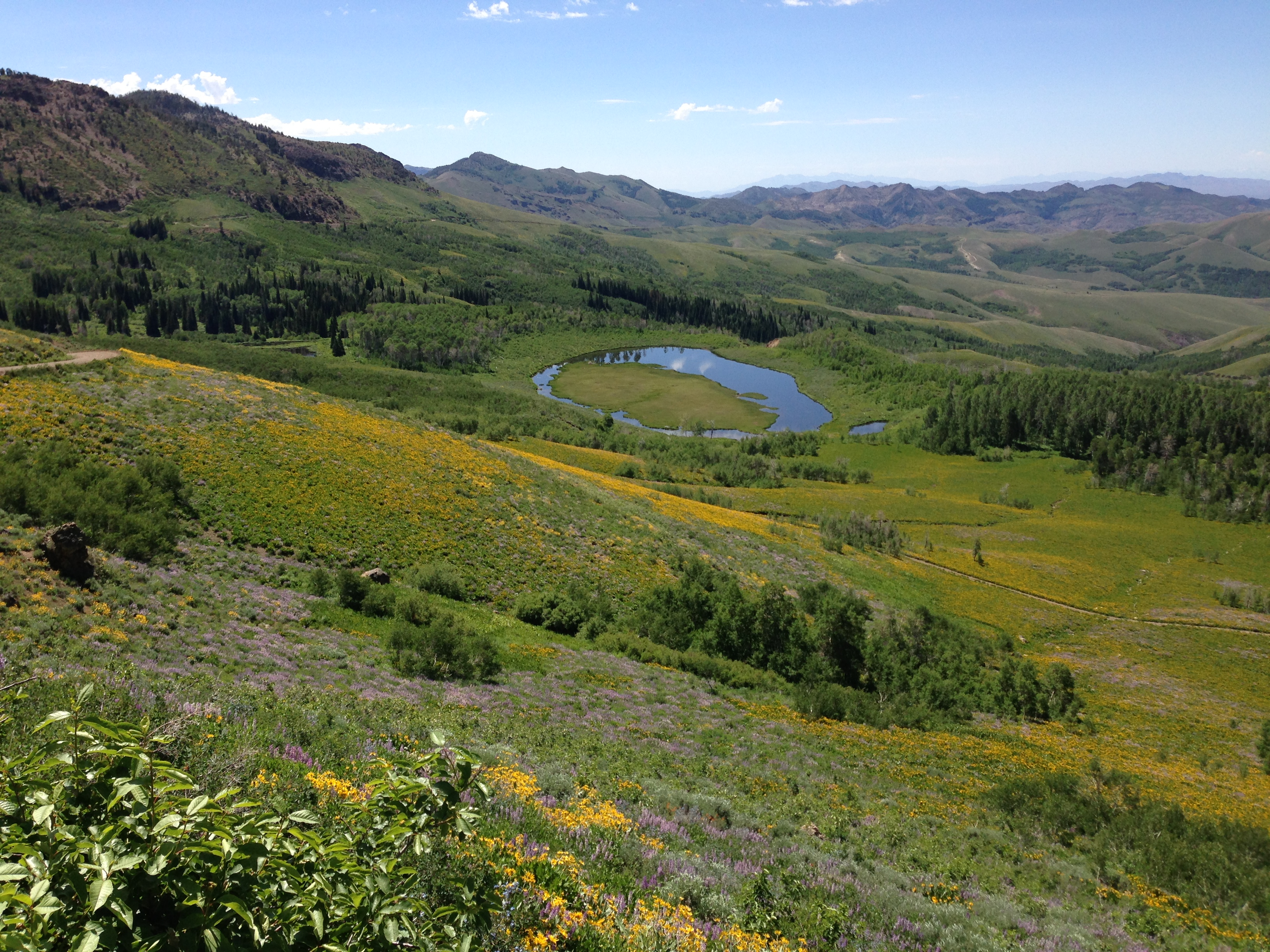
Copper Basin in der Jarbidge Wilderness

Folgende Naturschutzgebiete vom Typ einer Wilderness Area liegen ganz oder teilweise im Gebiet des National Forests.

### Humboldt National Forest
- Bald Mountain Wilderness
- Currant Mountain Wilderness
- East Humboldt Wilderness
- Grant Range Wilderness
- High Schells Wilderness
- Jarbidge Wilderness
- Mount Moriah Wilderness
- Quinn Canyon Wilderness
- Red Mountain Wilderness
- Ruby Mountains Wilderness
- Santa Rosa–Paradise Peak Wilderness
- Shellback Wilderness
- White Pine Range Wilderness

### Toiyabe National Forest
- Alta Toquima Wilderness
- Arc Dome Wilderness
- Carson–Iceberg Wilderness (teilweise im Stanislaus National Forest)
- Hoover Wilderness (teilweise im Inyo National Forest)
- La Madre Mountain Wilderness
- Mokelumne Wilderness (größtenteils im Eldorado National Forest und teilweise im Stanislaus National Forest)[2]
- Mount Charleston Wilderness
- Mount Rose Wilderness
- Rainbow Mountain Wilderness
- Table Mountain Wilderness